# Hitmakers
Hitmakers är ett TV-program som sändes på Kanal 5 under våren 2008. Premiären var söndagen den 6 april.
Programmet går ut på att hitta Sveriges nästa låtskrivare. Programmet är producerat av Meter film & television och spelades in för Sverige, Norge och Danmark samtidigt, med en programledare för varje land.
Carolina Gynning var en av programledarna.
En av deltagarna som fick en "deal" med Universal Music var Anders Nilsson som i avsnitt fem framförde låten Hold On.